# 同済大学駅
座標: 北緯31度17分4秒 東経121度30分8秒 / 北緯31.28444度 東経121.50222度
同済大学駅（どうさいだいがくえき）は中華人民共和国上海市楊浦区に位置する上海地下鉄10号線の駅である。

## 駅周辺
- 同済大学

## 歴史
- 2010年4月10日 - 開業。

## 隣の駅
上海軌道交通
■10号線
国権路駅 - 同済大学駅 - 四平路駅